# Estádio Giulite Coutinho
Estádio Giulite Coutinho, é um estádio de futebol localizado em Mesquita, no Rio de Janeiro, pertencente ao America Football Club.
Seu nome é uma homenagem a Giulite Coutinho, ex-presidente do America e da CBF. Em sua gestão, foi construída a Granja Comary, centro de treinamento da Seleção Brasileira de Futebol, na cidade de Teresópolis. Giulite Coutinho foi novamente reverenciado pelo America com o título de presidente de honra "in memoriam".

## História
O Estádio Giulite Coutinho está localizado no bairro de Cosmorama no município de Mesquita, no estado do Rio de Janeiro, Brasil. É um local de fácil acesso, está a 200 metros da estação ferroviária de Edson Passos, motivo pelo qual o estádio também é referido popularmente pelo nome da estação.
Foi inaugurado em 23 de janeiro de 2000 no jogo entre o America e a Seleção Carioca, no qual o America venceu por 3 a 1, tendo o atacante Sorato, do América, feito o primeiro gol no estádio perante mais de 4.000 torcedores.
A capacidade de público atualmente é de 13.544 pessoas, e o recorde de público em jogos do America foi no jogo America 4 a 3 Flamengo, com 9.009 pagantes, em 8 de fevereiro de 2004. Atualmente, está oficialmente liberado para pouco mais de 12.150 pessoas.
As obras de ampliação previstas no projeto original previam que a capacidade do estádio seria de cerca de 32.000 lugares.
Desde a inauguração, o Estádio Giulite Coutinho já foi palco de competições internacionais, como os Jogos Mundiais Militares (2011), quando recebeu sua primeira reforma, e a Copa Peregrino, além de ter sediado partidas das quatro séries do Campeonato Brasileiro, Rio-São Paulo, Copa do Brasil, das três divisões do Campeonato Carioca e de ter recebido shows diversos.
Em maio de 2016, o Fluminense fez convênio com o America para utilização do Giulite Coutinho, que em troca procedeu algumas reformas no estádio americano orçadas em R$ 700 mil, por ocasião de sua formalização, disponibilizando todo o setor de arquibancadas D com capacidade para cerca de 2.500 pessoas, para as torcidas adversárias em seus jogos, com o propósito de garantir a oferta mínima de 10% dos ingressos para os visitantes, conforme previa o regulamento e garantir a sua segurança, mesmo havendo pouca demanda por parte dos visitantes, com o estádio estando liberado para 12.000 pessoas na época.
No dia 11 de dezembro de 2016, foi palco do primeiro rebaixamento do Sport Club Internacional em sua história, no empate por 1 a 1 contra o Fluminense.